# Tarde para morir joven
Tarde para morir joven es una película chilena de 2018 dirigida por Dominga Sotomayor, quien se convirtió en la primera mujer en ganar el Leopardo para Mejor Dirección en el Festival Internacional de Cine de Locarno con este largometraje. Del género coming-of-age, la historia sigue a una chica adolescente llamada Sofía (Demian Hernández) que se enfrenta a la adolescencia en la Comunidad Ecológica de Peñalolén, en la precordillera de Santiago en el Chile de 1990, justo antes del retorno a la democracia del país.

## Reparto
- Demian Hernández
- Antar Machado
- Magdalena Tótoro
- Matías Oviedo
- Andrés Aliaga
- Antonia Zegers
- Alejandro Goic
- Eyal Meyer
- Mercedes Mujica
- Gabriel Cañas
- Michael Silva
- Paola Lattus

## Premios
- Mejor dirección en el Festival Internacional de Cine de Locarno (2018)
- Mejor dirección en el Festival Internacional de Cine de Róterdam (2019)[6]